# میلیاردها و میلیاردها
کتاب میلیاردها و میلیادرها( اندیشه‌ای بر زندگی و مرگ در آغاز هزاره)،آخرین کتابی است که توسط اخترشناس و دانشمند معروف کارل سیگن، در سال ۱۹۹۶ به نگارش درآمد.

## پیش‌درآمد
این کتاب شامل مجموعه‌ای از مقاله‌ها در مورد موضوع‌های گوناگون؛ از جمله گرمایش جهانی، انفجار جمعیت، زیست فرازمینی و مناظره دربارهٔ حق سقط جنین است. آخرین فصل کتاب در مورد جدال او با بیماری سندرم میلودیسپلاستیک است که در نهایت باعث مرگ او در سال ۱۹۹۶ شد. همسر او ان درایان نگارش بخش پایانی کتاب را بعد از مرگ سیگن به انجام رساند.